# قورمه سبزي

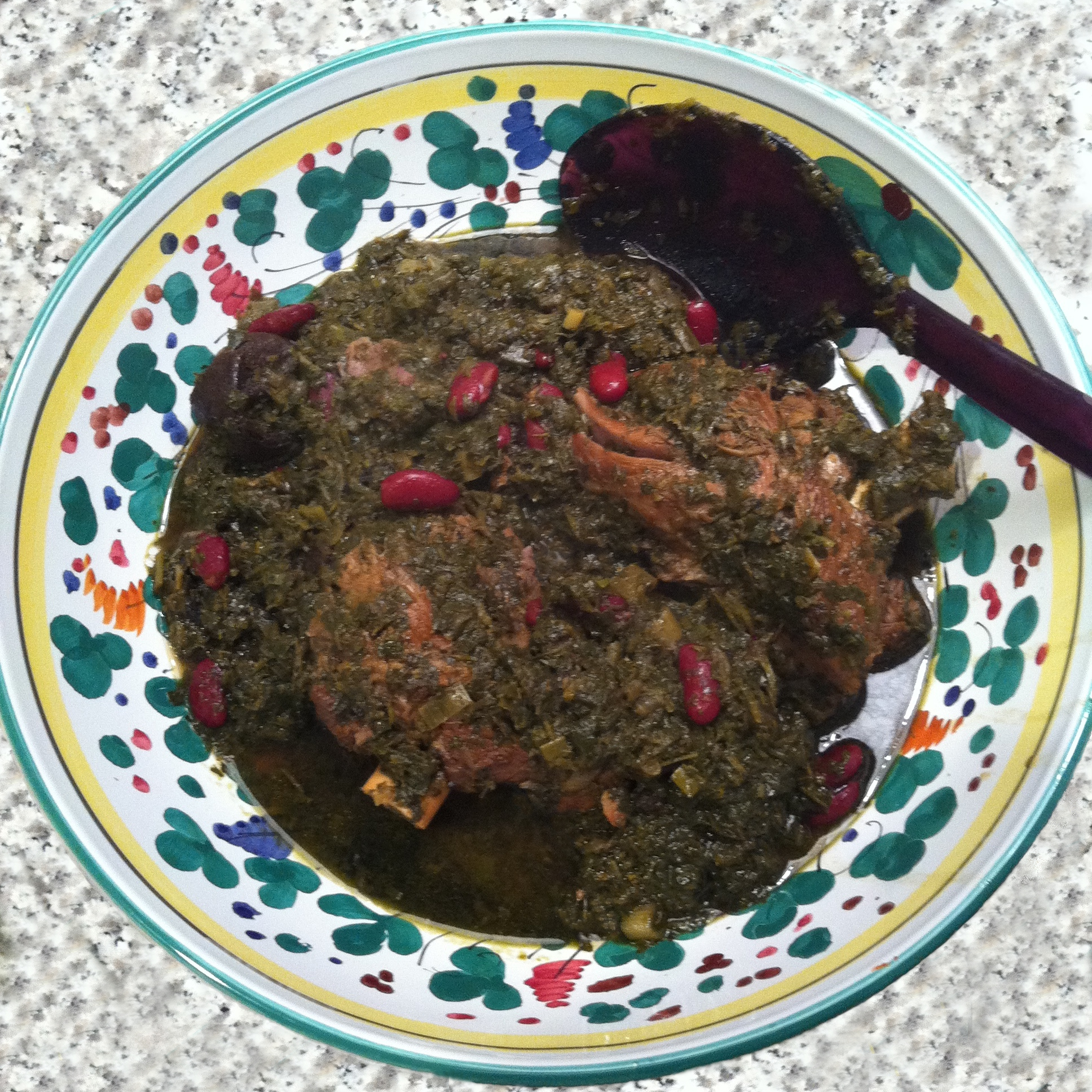
قورمه سبزي.

قورمة سبزي اكله ايرانية او كما يسميها العرب «مرق الشبزي او مرق السبانخ» او مرق الخضرة كما في الجزائر والمغرب هي مرقة تشتهر في بلاد فارس. مكونة بالعادة من السبانخ والكزبرة والبقدونس والبصل واللوبيا الحمراء مع قطع لحم. ويتم تزيينها بالرمان. كلمة «سبز» تعني: أخضر او «خضرة»، وبذَلك تكون مختلفة عن القورمة المعروفة باللحم.

## المصدر
1. ↑  الشيباني، عامر. "مرقة السبزي.. طبق فارسي على الطريقة الكربلائية". الجزيرة نت. مؤرشف من الأصل في 2024-03-25. اطلع عليه بتاريخ 2024-08-10.
2. ↑  علي الوردي (1 يناير 2010). لمحات اجتماعية من تاريخ العراق الحديث (ط. دار الراشد في بيروت لبنان). DMC. ص. الجزء4، الصفحة 299، الفصل التاسع حصار الكوت. مؤرشف من الأصل في 2025-01-23.
3. ↑  "مرقة سبزي(قورمه سبزی)". arabic.tebyan.net. مؤرشف من الأصل في 2018-05-23. اطلع عليه بتاريخ 2018-05-22.